# Acered
Acered è un comune spagnolo di 165 abitanti situato nella comunità autonoma dell'Aragona.